# 대한민국 민법 제979조
대한민국 민법 제979조는 부양청구권처분의 금지에 대한 민법 친족법 조문이다.

## 조문
제979조(부양청구권처분의 금지) 부양을 받을 권리는 이를 처분하지 못한다.

## 같이 보기
- 부양